# Монтефановекио (Мачерата)
Монтефановекио (итал. Montefanovecchio) насеље је у Италији у округу Мачерата, региону Марке.
Према процени из 2011. у насељу је живело 96 становника. Насеље се налази на надморској висини од 227 м.